# 몽골의 귀족제
몽골의 귀족제(몽골어: язгууртан сурвалжтан 야즈구르탄 수르발지탄)는 10세기에서 12세기 사이에 형성되어 20세기 초까지 지속되었다. 그러나 다소 문명적인 귀족들이 탄생하기 이전에도 귀족 노릇을 하는 몽골 귀족들은 있었다.
몽골 귀족을 뜻하는 야즈구르탄이라는 말은 "뿌리"를 뜻하는 "야즈구르"에서 파생된 말이다.

## 몽골 제국 및 원 (1206년–1368년)

### 귀족 작위
- 카간(ᠬᠠᠭᠠᠨ, 한국 한자: 可汗 가한): 몽골 제국의 최고 지배자. 황제.
- 칸(ᠬᠠᠨ, 한국 한자: 汗 한): 왕
- 노얀(ᠨᠣᠶᠠᠨ, 한국 한자: 國王 국왕): 속국 및 조공국의 왕
- 지농(ᠵᠢᠨᠤᠩ; 한국 한자: 濟農 제농): 카간위 계승자. 황태자. 원나라 때 지농은 카라코룸에 머무르며 종교의식을 관장했다.
- 칸쿠(ᠬᠠᠨ ᠬᠦᠦ, 한국 한자: 王子 왕자)
- 미르자 (한국 한자: 米爾扎 미이찰): 페르시아의 공후.

### 군사 계급
- 투메투인 노얀(Tumetu-iin Noyan, 한국 한자: 萬戶長 만호장): 병사 1만 명의 투멘의 지도자. 제국이 건국된 1206년에는 총 9개 투멘이 있었는데, 1368년에는 40개 몽골 투멘과 4개 오이라트 투멘으로 불어났다.
- 밍간우 노얀(Mingghan-u Noyan, 한국 한자: 千戶長 천호장): 병사 1천 명의 밍간의 지도자.
- 자구투인 다르가(Jagutu-iin Darga, 한국 한자: 百戶長 백호장): 병사 1백 명의 주우트의 지도자.
- 아르반우 다르가(Arban-u Darga, 한국 한자: 十戶長 십호장): 병사 10명의 아라브트의 지도자
- 체르비(Cherbi, 한국 한자: 扯兒必 차아필): 케식 지휘관.
- 베이(Bey, 한국 한자: 貝伊 패이): 튀르크어로 "족장"

### 여성 작위
- 카툰(ᠬᠠᠲᠤᠨ, 한국 한자: 可敦 가돈): 황후, 왕비
- 베굼 (Begum, 한국 한자: 貝古姆 패고모): 베이의 아내 또는 딸
- 곤지 (ᠭᠦᠩᠵᠦ, 한국 한자: 公主 공주): 왕녀 또는 귀족영애
- 베히 (Behi): 귀족영애

## 북원 (1368년–1635년)

### 귀족 작위
- 카간(ᠬᠠᠭᠠᠨ, 한국 한자: 可汗 가한): 북원의 최고 지배자. 황제.
- 칸(ᠬᠠᠨ, 한국 한자: 汗 한): 왕. 많은 이들이 칸에 도전하기도 했으나 칭기즈 칸의 혈족이 아니면 되기 힘들어서[1] 티무르는 칸이 될 수 없었고 후손들이 모계의 혈통을 통해 칸을 자칭했으며 이민족 국가인 준가르조차 칸 대신 콩타이지를 사용했다. 몽골족의 경쟁자였던 만주족은 칭기즈 칸과 다른 새로운 권위를 세우고 자기들 마음대로 칸 작위를 남발[2]하기도 했다.
- 지농(ᠵᠢᠨᠤᠩ, 한국 한자: 濟農 제농): 카간위 계승자. 황태자. 내몽골 지역에 머물렀다. 15세기 이후 지농은 세습작위가 되었으며 카간위 계승자 전용 작위가 아니게 된다.
- 콩타이지(ᠬᠤᠨ
ᠲᠠᠶᠢᠵᠢ, 한국 한자: 渾台吉 혼태길): 중국어 "황태자"(皇太子)에서 유래. 물론 중국의 황태자하고는 꽤 다른 상당히 높은 자리이며 칭기즈 칸의 후손이 아닌 자들이 칸을 대신하는 칭호로 사용하기도 했다.
- 타이지(ᠲᠠᠶᠢᠵᠢ; 한국 한자: 台吉 태길): 칭기즈 칸의 후손.
- 왕(Wang, 한국 한자: 王 왕): 카사르 등 칭기즈 칸의 형제들의 후손으로서 자기 봉읍이 있는 이.
- 타이시(ᠲᠠᠢᠱᠢ, 한국 한자: 太師 태사): 보르지긴 씨족이 아니면서 자기 봉읍이 있는 이. 몽골 제국 시절 투메투인 노얀들의 후손들도 여기 포함되었다.

### 여성 작위
- 타이후 (Taihu, 한국 한자: 太后 태후): 카간의 배우자.
- 카툰(ᠬᠠᠲᠤᠨ, 한국 한자: 可敦 가돈): 왕비 또는 그에 준하는 귀족영애.
- 곤지 (ᠭᠦᠩᠵᠦ, 한국 한자: 公主 공주): 왕녀 또는 그에 준하는 귀족영애
- 베히치 (Behichi): 왕자빈 또는 그에 준하는 귀족영애

## 청 (1691년–1911년) 및 복드 칸국 (1911년–1924년)
청이 몽골을 병합하면서 몽골 귀족제는 청의 귀족제를 따르게 되었고 발음만 조금 달랐다. 최고 지배자인 카간은 청 황제가 겸했다.

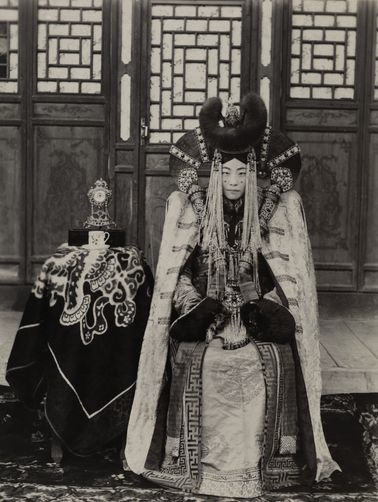
할하 귀족 여성 (1908년경)

- 칸(ᠬᠠᠨ, 한국 한자: 汗 한): 외몽골에서 1개 호슌을 다스리는 왕작. 할하에는 네 명의 칸(투시에투 칸, 자삭투 칸, 세첸 칸, 사인 노얀 칸)이 있었고 허브드에는 두 명의 칸(퇵스 휠뤼그 달라이 칸, 위넨 조리그투 칸)이 있었다. 각 칸의 권력은 각자의 호슌 안에서만 유효했다.

이하 작위는 왕족들에게 세습된 작위이다. 기본 작위명에 봉읍명이 붙어 전체 작위명을 구성한다(예: 커얼친 자사그 다르한 친왕 = 한국 한자: 科爾沁扎薩克達爾罕親王 과이심 찰살극 달이한 친왕).
- 친왕(ᠴᠢᠨ ᠸᠠᠩ, 한국 한자: 親王 친왕): 연간 수입 은자 2,600 냥, 비단 40 필에, 노예 60명 소유.
- 기윤왕(ᠵᠢᠶᠦ᠋ᠨ ᠸᠠᠩ, 한국 한자: 郡王 군왕): 연간 수입 은자 1,200-2,000 냥, 비단 15-25 필, 노예 50명 소유.
- 베일레(ᠪᠡᠢᠯᠡ, 한국 한자: 貝勒 패륵): 연간 수입 은자 600 냥, 비단 13 필, 노예 40명 소유.
- 베이스(ᠪᠠᠢᠰᠠ, 한국 한자: 貝子 패자): 연간 수입 은자 500 냥, 비단 10 필.
- 투시예공(ᠲᠦᠰᠢᠶ᠎ᠡ
ᠬᠦᠩ, 한국 한자: 鎮國公 진국공): 연간 수입 은자 300 냥, 비단 9 필.
- 투살락치공(ᠲᠤᠰᠠᠯᠠᠭᠴᠢ
ᠬᠦᠩ, 한국 한자: 輔國公 보국공): 연간 수입 은자 200 냥, 비단 7 필.
- 호히타이지(ᠲᠠᠢᠵᠢ, 한국 한자: 台吉 태길): 위의 종실작위들을 보유하지 않은 몽골귀족. 즉슨 평귀족. 4개 등작으로 세분되었다.
  - 테리군 제렉운 타이지 (Terigun Zereg-un Taiji, 한국 한자: 一等台吉 일등태길): 연간 수입 은자 100 냥, 비단 4 필.
  - 데드 제렉운 타이지 (Ded Zereg-un Taiji, 한국 한자: 二等台吉 이등태길): 연간 수입 은자 90 냥, 비단 3 필.
  - 구타가르 제렉운 타이지 (Gutagaar Zereg-un Taiji, 한국 한자: 三等台吉 삼등태길)
  - 되투게르 제렉운 타이지 (Dötugeer Zereg-un Taiji, 한국 한자: 四等台吉 사등태길): 연간 수입 은자 40 냥, 노예 4명 소유.

이하는 청에게서 독립한 이후 복드 칸국 시절에만 존재했던 작위다.
- 아샨이 하판 (Ashan-i hafan, 한국 한자: 男爵 남작): 외국인에게 수여한 작위. 수여받은 이로 알렉산드르 잔제르 1세 등이 있다. 연간 수입 3,500 냥, 비단 60 필.

### 기타 칭호
위의 작위들과 별개로, 몽골 귀족들은 크게 둘로 나뉘었다.
- 퇴뢸 타이지(Töröl Taiji): 알탄 우룩의 구성원으로 칭기즈 칸의 후손.
- 카리야투 타이지(Khariyatu Taiji): 카사르, 벨구테이 등 칭기즈 칸의 형제들이나 옹 칸, 투메투인 노얀들의 후손.

그리고 몽골 귀족을 부르는 기타 칭호로 다음과 같은 것이 있었다.
- 아게(ᠠᠭᠡ, 한국 한자: 阿哥 아가): 귀족영식.
- 타부낭(ᠲᠠᠪᠤᠨᠠᠩ, 한국 한자: 塔布囊 탑포낭): 귀족가의 사위.

### 비귀족
- 케식(Kheshig): 친위대. 충성심이 높은 자들로 선발되었고 케식에 들어간 비귀족도 귀족에 준하는 대우를 받았다.
- 소우몬 알바투(Soumon Albatu): 노예 일반
- 함질가(Hamjilga): 귀족가의 노예
- 샤비(Shabi): 호톡투(hotogtu, 한국 한자: 呼圖克圖 호도극도; 달라이 라마, 판첸 라마 등 티베트 불교 고위승려)의 시종

## 같이 보기
- 몽골의 역사
- 입팔분공

1. ↑  칭한다고 해도 외왕내제처럼 다른 사람들이 내심 별로 인정을 하지 않았다. 그래서 칸을 칭한 자들보다 더 자격이나 조건이 좋아도 그냥 안 한 사람들도 있었다.
2. ↑  https://www.ajunews.com/view/20180226185612004